# アスペルギルス・フミガーツス
アスペルギルス・フミガーツス、アスペルギルス・フミガタス(Aspergillus fumigatus)は、コウジカビ属（アスペルギルス属）に属するカビの一種。アスペルギルス症の最も一般的な原因菌であると同時に真菌性副鼻腔炎の主たる原因菌でもある。

## 脚注

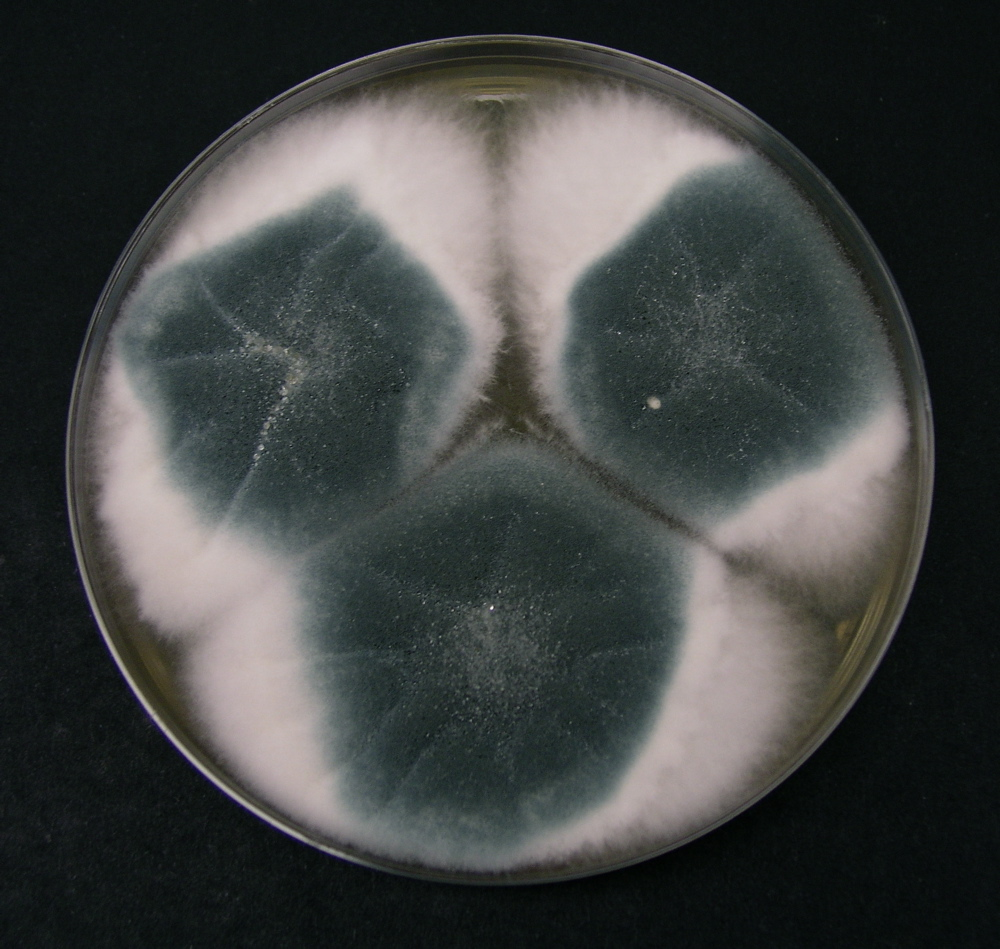
作土から得られたアスペルギルス・フミガーツスを、寒天に培養した集落（コロニー）
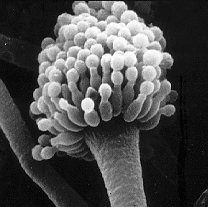
アスペルギルス・フミガーツスの電子顕微鏡写真
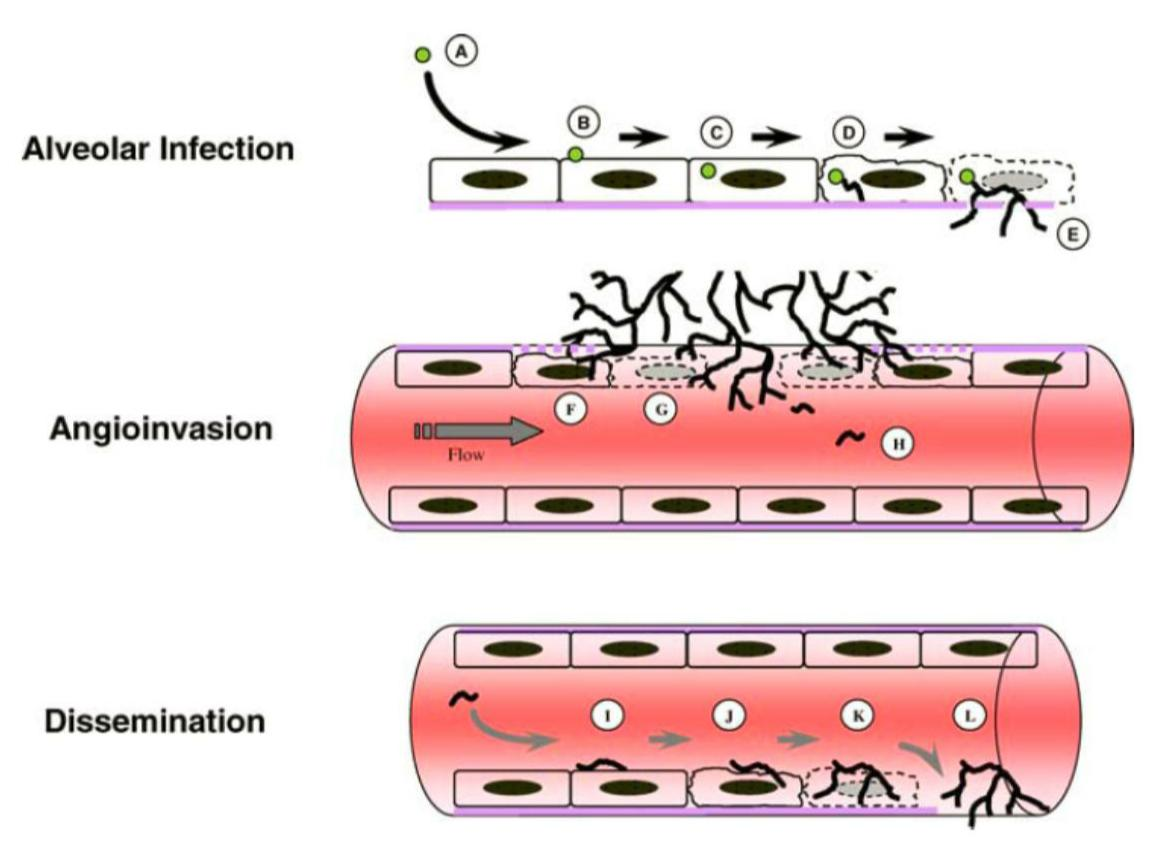
アスペルギルス・フミガーツスが肺胞上皮を通って血管内皮に侵入するようすを描いた模式図